# Candidus van Fulda
Candidus van Fulda was een benedictijnse monnik in de abdij van Fulda in de 9e eeuw. Hij beschreef zichzelf als magister (leraar) maar was een geleerde, dichter, schrijver en miniaturist in de periode van de Karolingische renaissance. Zijn Duitse naam was Brun of Bruun.

## Biografie
Candidus blijkt iets ouder te zijn geweest dan Hrabanus Maurus, en werd dus waarschijnlijk geboren tussen 770 en 780. Zoals hij zelf aangaf werd hij in het klooster opgevoed en was dus een oblaat die door zijn ouders op jonge leeftijd in het klooster werd geplaatst. Zijn eerste opleiding kreeg hij in de kloosterschool van Fulda. Zijn bijzondere begaafdheid zou in de kloosterschool zijn opgevallen aan abt Ratgar die hem voor zijn verdere opleiding naar Einhard stuurde aan het hof van Karel de Grote. 
In de crisis die ontstond tijdens het abbatiaat van Ratgar zou hij bemiddeld hebben tussen de twee partijen maar zonder veel succes. Toen Ratgar afgezet werd door Lodewijk de Vrome in 817, werd Hrabanus Maurus in 822 aangesteld als diens opvolger. Candidus werd toen waarschijnlijk aangesteld als hoofd van de kloosterschool. Hij schreef twee biografieën van abten van Fulda, namelijk van abt Baugulf, werk dat niet bewaard is gebleven en de biografie van abt Eigil waarvan hij zelf schreef dat hij ook de verluchting had verzorgd. Ook van dit werk is het oorspronkelijke verluchtte manuscript verloren gegaan, maar we kennen het werk van een heruitgave in druk door Christoph Brouwer in 1616 in Mainz op basis van het originele handschrift uit de bibliotheek van Fulda.
In de jaren 840 werd de vrede in de abdij opnieuw verstoord naar aanleiding van de conflicten tussen de zoons van Lodewijk de Vrome aangaande de opvolging. Candidus zou in die tijd kandidaat geweest zijn voor de opvolging van Hrabanus Maurus als abt, maar die stelde zelf zijn goede vriend Hatto aan als opvolger. Candidus overleed in 845 want in dat jaar wordt zijn naam opgenomen in de dodenrol van de abdij.

## Werken
Zoals aangegeven in de biografie schreef Candidus de vitae van Baugulf en Eigil. De vita van abt Eigil is het enige werk waarvan men met zekerheid kan stellen dat het van zijn hand is, het was de eerste geïllustreerde biografie die bekend is. Het werk was geschreven als een opus geminatum of tweelingwerk, een gedeelte in proza en een gedeelte in dichtvorm en het werd geschreven en verlucht door Candidus tussen 839 en 842. Het gebruik van de opus geminatum, de talrijke bronverwijzingen en de eloquente taal beïnvloed door grote antieke schrijvers als Sallustius en Vergilius, tonen aan dat de opleiding in Fulda op een hoog niveau stond. Hij hoorde tot de derde generatie van monniken die konden profiteren van de  inspanningen van opeenvolgende abten om van Fulda een bloeiend cultuurcentrum te maken.
Er is slechts een versie van dit werk bekend uit een catalogus van de bibliotheek van Fulda  daterend uit de 15e eeuw, die nu bewaard wordt in de universiteitsbibliotheek van Basel als F III 42. Becht-Jördens is van oordeel dat het vernoemde handschrift het autograaf exemplaar van Candidus was, en dat de heruitgave van Brouwers in het begin van de 17e eeuw dus op het originele exemplaar was gebaseerd. Candidus schrijft zelf dat hij het werk maakte in opdracht van Hrabanus Maurus. Hij behandelde in het proza gedeelte van zijn werk de woelige periode voor en na de verkiezing van Eigil en incorporeerde toespraken in zijn tekst die een mooie documentatie leveren betreffende het kloosterleven en de verantwoordelijkheden van de abt in de tijd van de hervormingen van Benedictus van Aniane. Deze toespraken komen zo goed als zeker uit Candidus brein, maar hij respecteerde de standpunten en argumenten van de weergegeven redenaars en kaderde alles in de regel van Benedictus. Candidus beschreef in zijn tekst ook de bouwwerken die onder Eigil werden uitgevoerd zoals een nieuwe crypte aan de Ratger-basilica, de funeraire kapel St. Michaël en een verbouwing van het claustrum. Hij schreef dat hij zelf de beschildering maakte op de apsis boven de nieuwe begraafplaats van de heilige Bonifatius. 
In het tweede deel van zijn werk, het metrische gedeelte, beschreef hij de groei van de abdij van Fulda naar het ideaalbeeld van de echte kerkgemeenschap. Hij gebruikte daarbij allegorieën om het verleden van de abdij te beschrijven en de overwinning van 'eensgezindheid' op 'onenigheid' in beeld te brengen. Er waren ook talrijke verwijzingen naar de Bijbel die door exegeten erkend waren als beelden van de ware ecclesiae of kerkgemeenschap.
Het werk was opgedragen aan zijn medebroeder Reccheo Modestus die samen met hem aan het hof had gestudeerd. Hij adresseerde Modestus herhaalde malen in zijn werk, maar deze conversaties waren niet bedoeld als de weergave van een privé gesprek met zijn vriend, maar als passages waarin hij de gemeenschap van monniken in haar geheel aansprak om zo zijn doelpubliek bij zijn tekst te betrekken.

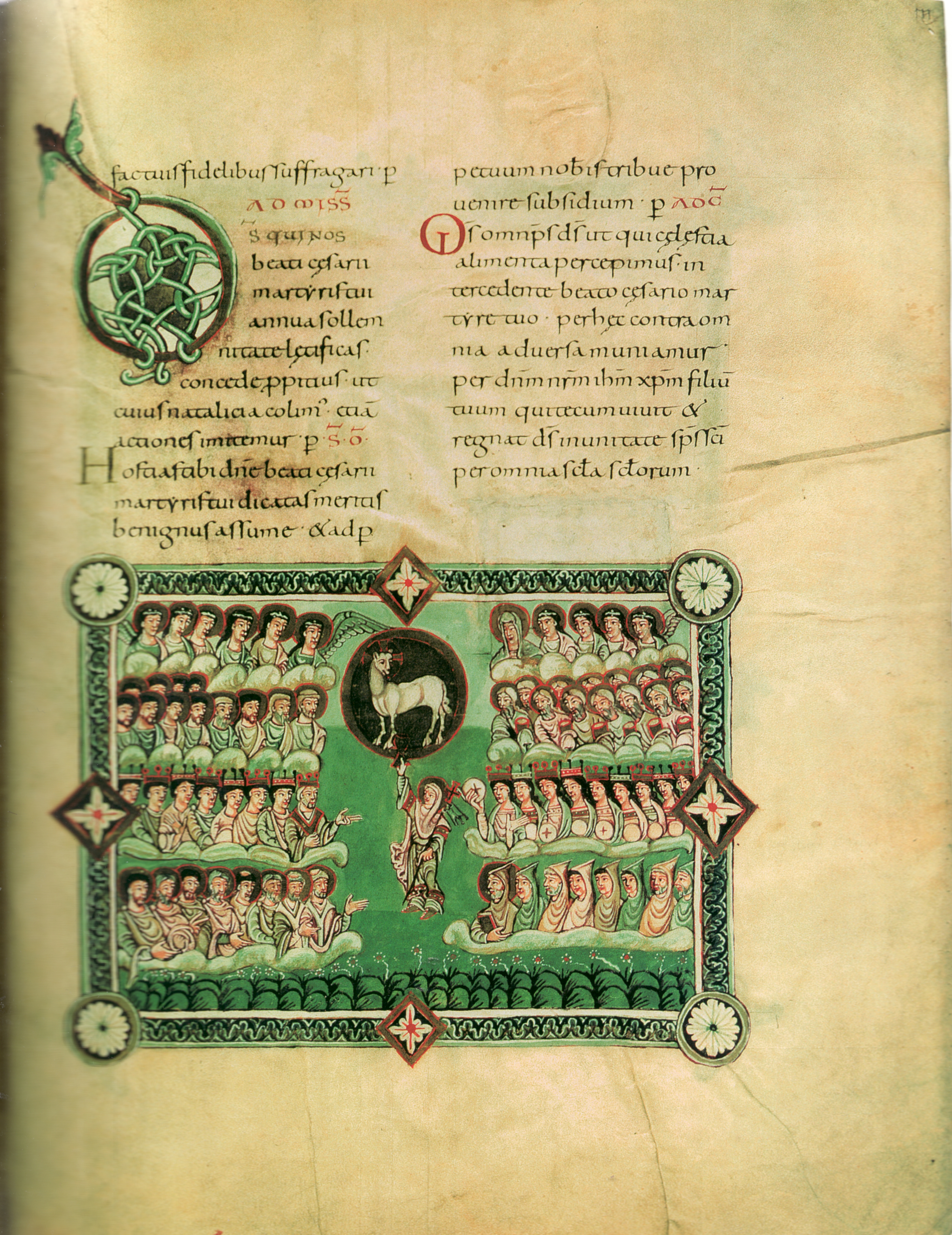
Sakramentarium van Göttingen, ca. 975, illustratie voor de feestdag van Allerheiligen.

## Schilder
Candidus zou het schilderen geleerd hebben aan de hofschool van Karel de Grote waar hij door abt Ratgar naar toegezonden was. In de inleiding van het tweede boek van zijn Vita Aegil abbatis Fuldensis beschrijft hij zichzelf als dichter en schilder en vraagt zijn lezers voor hem te bidden. Daarvoor had hij de lezer doen opmerken dat hij het geweest was die de apsis in het westkoor van de Ratgar-basilica had beschilderd. Van zijn werk zijn geen afbeeldingen bewaard gebleven, maar we kunnen ons wel een idee vormen van zijn werk in andere werken uit die tijd zoals het voorbeeld hierbij uit het Sakramentarium van Göttingen van ca. 975.